# 山梨県富士山世界遺産センター
もしかして
- 山梨県立富士山世界遺産センター

ではありませんか？